# 国王骑士
《国王骑士》是一款由Workss公司制作、史克威尔发行的卷轴类射击游戏。游戏于1986年在日本地区FC游戏机。1989年在北美地区发行。游戏后来于Virtual Console再版。
国王骑士是一个纵向卷轴类射击游戏，玩家的主要目的是躲闪或破坏屏幕上的所有敌人和障碍。此外玩家可以收集能量块，以提升主人公的等级。最高等级为20级。